# Ommatius bipartitus
Ommatius bipartitus là một loài ruồi trong họ Asilidae. Ommatius bipartitus được Scarbrough miêu tả năm 1985. Loài này phân bố ở vùng Tân nhiệt đới.